# Duces ’n Trayz: The Old Fashioned Way
Duces 'n Trayz: The Old Fashioned Way – drugi studyjny album amerykańskiego zespołu hip-hopowego Tha Eastsidaz wydany 31 lipca, 2001 roku. Singlami z albumu były "I Luv It" i "Crip Hop".
Duces 'n Trayz: The Old Fashioned Way uplasował się na 4. miejscu notowania Billboard 200, ze sprzedażą 116.000 egzemplarzy, pozostając na tym miejscu przez 9 tygodni. Album został zatwierdzony jako złoto dnia 11 marca, 2002 roku.

## Lista utworów
| Nr | Tytuł                                | Producent          | Goście                                                                 |
| -- | ------------------------------------ | ------------------ | ---------------------------------------------------------------------- |
| 1  | "Intro"                              |                    |                                                                        |
| 2  | "I Luv It"                           | Battlecat          | Kokane, Sir Dogg, Snoopy Collins                                       |
| 3  | "Eastside Ridaz"                     | Hi-Tek             | Nate Dogg, Soopafly                                                    |
| 4  | "Crip Hop"                           | Battlecat          |                                                                        |
| 5  | "I Don't Know"                       | Battlecat          | Suga Free, Soopafly, LaToiya Williams                                  |
| 6  | "Welcome 2 tha House"                | Battlecat          | Doggy's Angels, Nate Dogg                                              |
| 7  | "Friends"                            | The Alchemist      | Kokane                                                                 |
| 8  | "Gang Bang 4 Real"                   | Fredwreck          | Bad Azz                                                                |
| 9  | "I Pledge Allegiance"                | Fredwreck          | Soopafly, Kokane                                                       |
| 10 | "Now Is the Time"                    | Meech Wells        | Kokane                                                                 |
| 11 | "Cool"                               | Hi-Tek             | Nate Dogg, Butch Cassidy, Kokane                                       |
| 12 | "Dogghouse in Your Mouth"            | Battlecat          | Suga Free, Soopafly, RBX, Kurupt, Ruff Dogg, King Lou, Mixmaster Spade |
| 13 | "Connected"                          | The Alchemist      | Mobb Deep, Kokane                                                      |
| 14 | "Mac Bible Chapter 2:11 Verse 20–21" | Fredwreck          | Mac Minister                                                           |
| 15 | "Break a Bitch Til I Die"            | Jelly Roll         |                                                                        |
| 16 | "Sticky Fingers"                     | Rick Rock          | Kokane                                                                 |
| 17 | "There Comes a Time"                 | Jelly Roll         |                                                                        |
| 18 | "Late Night"                         | Meech Wells        | Kokane                                                                 |
| 19 | "So Low"                             | Quaze, Meech Wells | Lil' Mo, Kokane                                                        |
| 20 | "Everywhere I Go"                    | Swizz Beatz        | Kokane                                                                 |

## Sample
I Luv It
- "Mr. Groove" - One Way.

Friends
- "At Long Last" - Moment of Truth. Composers Norman Bergen i Reid Whitelaw.

## Notowania

### Notowania albumu
| Notowanie              | Pozycja |
| ---------------------- | ------- |
| Top R&B Albums         | 2       |
| The Billboard 200      | 4       |
| Top Independent Albums | 1       |

### Notowania singli
I Luv It
| Notowanie             | Pozycja |
| --------------------- | ------- |
| Hot R&B/Hip-Hop Songs | 57      |